# ماكس أوسبورن
ماكس أوسبورن (21 نوفمبر 1990 في المملكة المتحدة - ) (بالإنجليزية: Max Osborne)‏ هو لاعب كريكت بريطاني. لعب مع نادي مقاطعة ساسكس للكريكت ‏ وSuffolk County Cricket Club ‏.

## وصلات خارجية
- ماكس أوسبورن على موقع إي آس بي آن كريك إنفو (الإنجليزية)